# Mark Steyn
Pour les articles homonymes, voir Steyn.
Mark Steyn (né le 8 décembre 1959 à Toronto) est un journaliste et écrivain canadien.

## Biographie
Né à Toronto en 1959, il fait ses débuts en journalisme en 1986 lorsqu'il est engagé comme critique de la comédie musicale pour The Independent à Londres.
En 1992 il devient le critique de cinéma pour The Spectator, qui appartenait alors au groupe Hollinger.
Après un certain nombre d'années à écrire principalement sur les arts et la culture, il se lance dans la chronique politique et fait le saut au Daily Telegraph, un journal conservateur à Londres (qui appartenait également au groupe Hollinger). Steyn est un proche allié de Conrad Black et écrit pour plusieurs des journaux de Black à l'époque.
Depuis ce temps, il a beaucoup écrit pour un très grand nombre de journaux et revues, dont plusieurs ont appartenu à Hollinger, dont : le Jerusalem Post en Israël, le Chicago Sun-Times et le National Review aux États-Unis, The Australian (en Australie) et pour le Irish Times en Irlande. Il a écrit une chronique régulière pour le National Post au Canada dans les années 1990, mais il a cessé d'y écrire en mai 2003 après l'acquisition du journal par CanWest Global. Il écrit une chronique hebdomadaire pour Maclean's et une bimensuelle au Western Standard. Le Jerusalem Post, le National Post, le National Review et le Western Standard sont des journaux éminemment néo-conservateurs. Ses chroniques dans Maclean's lui ont valu d'être traîné devant plusieurs commissions des droits de la personne du Canada par des groupes radicaux musulmans[source insuffisante]. Il est une des seules personnes à avoir comparu devant ces instances à ne pas avoir été condamné[réf. nécessaire]. Mark Steyn a condamné avec virulence le fonctionnement de ces commissions.
En partie grâce à ses liens au groupe Hollinger, Steyn a réussi à se développer un lectorat dans tous les pays anglophones. À une époque ou une autre, ses écrits ont été publiés de façon régulière aux États-Unis, au Canada, au Royaume-Uni, en Irlande, en Australie et en Nouvelle-Zélande, ainsi qu'en Israël.
Steyn est l'auteur de plusieurs livres, dont Broadway Babies Say Goodnight (1997), un historique de la comédie musicale, ainsi que plusieurs collections de ses chroniques. America Alone : La fin du monde tel que nous le connaissons, son premier livre traitant de la politique, a été publié aux États-Unis le 2 octobre 2006 et au Royaume-Uni en novembre de la même année. C'est à ce jour son seul livre traduit en français (Scali, 2008). Son livre a été remis en cause, et certains[Qui ?] lui ont reproché un manque de sérieux dans son argumentation, notamment sur le plan démographique, ainsi qu'une xénophobie à l'égard des populations musulmanes.
Son ouvrage After America: Get Ready for Armageddon sorti le 8 août 2011 traite de l'européanisation croissante des États-Unis d'Amérique. L'Amérique ne serait plus l'exception de son livre précédent, comme l'Europe elle est sur le chemin de l'autodestruction.
Steyn a deux résidences, l'une au Québec (Canada) et l'autre au New Hampshire (États-Unis). Il est marié et a trois enfants.

### Procès en diffamation
En juillet 2012, Rand Simberg, blogueur du Competitive Enterprise Institute (CEI), a accusé le climatologue américain Michael E. Mann de « tromperie » et de « manipulation de données » et a allégué que l'enquête de Penn State qui avait innocenté Mann était une « couverture et un blanchiment » comparable un récent scandale sexuel, propos que Mark Steyn a repris dans son blog. L'avocat de Mann a intenté une action en diffamation en octobre 2012 et après de multiples manœuvres dilatoires des accusés, un juge de la Cour supérieure du district de Columbia a finalement rendu un jugement le 8 février 2024. Steyn a été condamné à payer à Mann 1 million de dollars

## Œuvre
- Broadway Babies Say Goodnight: Musicals Then and Now (2000)  (ISBN 0-415-92286-0)
- The Face of the Tiger (2002)  (ISBN 0-9731570-0-3)
- Mark Steyn From Head to Toe: An Anatomical Anthology (2004)  (ISBN 0-9731570-2-X)
- America Alone : La fin du monde tel que nous le connaissons (2006)  (ISBN 0-89526-078-6)
- Mark Steyn's Passing Parade (2006)  (ISBN 0-9731570-1-1)
- Lights Out: Islam, Free Speech And The Twilight Of The West (2009)
- After America: Get Ready for Armageddon (2011)
- The Undocumented Mark Steyn: Don't Say You Weren't Warned (2014)
- Climate Change: The Facts (2015)  (ISBN 0-98639-830-6)
- "A Disgrace To The Profession" ~ The World's Scientists, In Their Own Words, On Michael E Mann, His Hockey Stick And Their Damage To Science ~ Volume I (2015)  (ISBN 978-0986398339)

## Référence
1. ↑  http://www.cbc.ca/news/canada/british-columbia/story/2008/06/02/bc-macleans-human-rights.html?ref=rss B.C. tribunal hears complaint against Maclean's article
2. ↑  http://pouruneecolelibre.blogspot.com/2009/06/lheresie-et-le-blaspheme.html Extirper l'hérésie et le blasphème ?
3. ↑  « johannhari.com/2007/03/09/-ame… »(Archive.org • Wikiwix • Archive.is • Google • Que faire ?).
4. ↑  Valérie Boisclair, « Des commentateurs de droite condamnés à verser 1 M$ à un climatologue pour diffamation », ICI Radio-Canada,‎ 10 février 2024 (lire en ligne, consulté le 10 février 2024).

## Multimédia
- Entretien au sujet de son livre America Alone, sous-titrée en français : 1, 2